# Ballenas Galeana
A Club de Fútbol Ballenas Galeana Morelos a mexikói Morelos állam Xochitepec városának labdarúgócsapata, mely jelenleg a negyedosztályú bajnokságban játszik.

## Története
A csapatot Donato Rodríguez alapította 1956-ban, Morelos állam fővárosában, Cuernavacában. A játékosok többsége kezdetben a Hermenegildo Galeana függetlenségi harcosról elnevezett utcában lakott, innen származik a ma is használt Galeana csapatnév. 1968 és 2005 között Antonio Nava Hernández irányította a klubot, akinek szintén ebben az utcában volt egy La Ballena („A Bálna”) nevű üzlete (ahol tengeri ételeket árultak), ezért lett a csapat neve Ballenas Galeana.
Az együttes alapításától fogva csak alacsony osztályú bajnokságokban szerepelt, 2013-ban azonban feljutottak a másodosztályba. Itt viszont csak egy évet játszottak: 2014 májusának végén a csapat megszűnt, helyébe az Irapuato lépett, a Ballenas pedig újjáalakulva a harmadosztályban szerepel tovább.

## Stadion
A Ballenas otthona a 18 000 férőhelyes Estadio Mariano Matamoros, mely az 1980-as évek közepén épült. A stadion része egy nagyobb sportkomplexumnak, ahol több labdarúgó-, atlétikai és kosárlabdapálya is helyt kapott, valamint egy 7000 férőhelyes parkoló. 2003-ban a Colibríes de Morelos itt játszotta első osztályú mérkőzéseit, de a csapat hamarosan búcsúzott az élvonaltól.